# Invincible (álbum de Skillet)
Invincible es el tercer álbum de larga duración por el grupo de rock cristiano Skillet. Fue lanzado en 2000 desde Forefront Records y Ardent Records. Este álbum continúa con el rock electrónico que se escuchó en su versión anterior, pero marca la salida del guitarrista original, Ken Steorts, y la entrada de su sucesor, Kevin Haaland en la guitarra, así como la esposa de John Cooper en los teclados, loops, toma de muestras y de programación.

## lista de temas
| N.º   | Título                    | Duración |  |
| 1.    | «Best Kept Secret»        | 3:55     |  |
| 2.    | «You Take My Rights Away» | 4:32     |  |
| 3.    | «Invincible»              | 3:51     |  |
| 4.    | «Rest»                    | 3:48     |  |
| 5.    | «Come On To The Future»   | 3:54     |  |
| 6.    | «You're Powerful»         | 3:26     |  |
| 7.    | «I Trust You»             | 3:38     |  |
| 8.    | «Each Other»              | 3:26     |  |
| 9.    | «The Fire Breathes»       | 3:41     |  |
| 10.   | «Say It Loud»             | 3:32     |  |
| 11.   | «The One»                 | 4:12     |  |
| 12.   | «You're In My Brain»      | 10:40    |  |
| 52:38 |                           |          |  |

- La pista final contiene una canción oculta llamada "Angels Fall Down".

## Créditos
- John L. Cooper – voz, Bajo, loops, teclados, guitarras
- Korey Cooper – guitarra rítmica, teclados, loops, Sample, Programación, Coros
- Kevin Haaland – guitarra líder
- Trey McClurklin - batería, coros

## Video musical
Hubo un video musical hecho para la canción "Best Kept Secret". Fue el primer video de la banda para tener una historia de algún tipo en que, aunque la historia es muy breve. Algunos de los video muestra a la banda en la parte de historia en la ropa futurista, mientras que el resto de la misma les muestra jugando en una habitación en ropa similar. La porción de historia muestra a la banda de entrar en un pasillo, que caminan a lo largo hasta que llegan a una sala enorme donde los prisioneros están detenidos en celdas de vidrio. Todos los presos parece estar dormido, con máscaras de gas sobre la cara. Cada miembro de la banda toma un tubo, momento en el que todos los prisioneros despertar, y la banda luego rompe el cristal de las células. Todos los presos se caen de las células y en el suelo. La banda ayuda a todos ellos, ya que quitarse la máscara. Después de la liberación de los prisioneros, las salidas de banda de la forma en que entró.
- Datos: Q1936521